# فورت دیکس
فورت دیکس (به انگلیسی: Fort Dix) یک حوزه سرشماری در ایالات متحده آمریکا است که در نیو هانوفر، نیوجرسی واقع شده‌است.